# باسكال بانيير
باسكال بانيير (بالألمانية: Pascal Pannier)‏ هو لاعب كرة قدم ألماني في مركز الوسط، ولد في 1 نوفمبر 1998 في فيتنبرغ في ألمانيا. لعب مع نادي هالشر.

## وصلات خارجية
- باسكال بانيير على موقع قاعدة بيانات كرة القدم.إي يو (الإنجليزية)
- باسكال بانيير على موقع عالم كرة القدم.نت (الإنجليزية)